# Morita Hidemasza
Morita Hidemasza (守田 英正; Hepburn: Morita Hidemasa) (Takacuki, 1995. május 10. –) japán válogatott labdarúgó.

## Klub
2018-ban a Kawasaki Frontale csapatához szerződött.

## Nemzeti válogatott
2018-ban debütált a japán válogatottban, melynek színeiben eddig 3 mérkőzést játszott.

## Statisztika
| Japán válogatott | Japán válogatott | Japán válogatott |
| Időszak          | Mérk.            | gól              |
| ---------------- | ---------------- | ---------------- |
| 2018             | 2                | 0                |
| 2019             | 1                | 0                |
| Összesen         | 3                | 0                |

## Sikerei, díjai
Klub
- Japán bajnokság: 2018